# Bomlærke
Bomlærken (Emberiza calandra), også kaldet kornværling, er en stor værling, der yngler i store dele af Europa samt dele af Asien og det nordvestlige Afrika. Fuglen kan i udseende minde om en lærke, men næbbet er kraftigere og halen er uden hvidt. I Danmark yngler den i åbent agerland, almindeligst i det vestlige og nordlige Jylland.

## Udseende
Bomlærken er en stor og kraftig værling og den største af de danske værlinger med sine 18 centimeter. Kønnene er ens, bortset fra at hannen er større end hunnen. Fjerdragten er stribet i brune farver og ligner sanglærkens. Til forskel fra denne er næbbet større og bredere. Issen er altid rund og vingerne er kortere og mere afrundede. Halens yderste fjer er grålige, ikke hvide som hos sanglærken.

## Ynglefugl i Danmark
Bomlærke yngler temmelig almindeligt i Danmark, men kun hvor der er åbent agerland, f.eks kornmarker. Den er især almindelig i Vest- og Nordjylland. Ynglebestanden faldt, ligesom i mange andre europæiske lande, kraftigt fra 1950'erne. I Danmark er bestanden steget igen siden 1990'erne, dog uden at nå samme niveau som før. Årsagerne kendes ikke præcist, men kan være ændrede dyrkningsformer indenfor landbruget. Stubmarker om vinteren begunstiger arten. Den yngler på de fleste større øer, dog ikke Bornholm. Det er en standfugl, der uden for yngletiden ses i større eller mindre flokke.

## Yngletid og polygami
Bomlærken er kendt for polygami, hvor en han har flere hunner. I en undersøgelse fra Cornwall i England, var der hanner som havde helt op til 7 hunner hver. Hunner er derfor i disse tilfælde alene om opfostringen af ungerne. Der findes dog også monogame par, hvor hannen deltager. De normalt 4-5 grønlige æg med mørke pletter lægges i slutningen af maj. Der er oftest to årlige kuld, så man kan derfor træffe rugende fugle så sent som i august måned.

## Føde
Arten finder sin føde på jorden. Igennem vinterhalvåret lever den af ukrudtsfrø eller spildkorn. Om sommeren også af insekter, der anvendes ved fodringen af ungerne.

## Stemme
Sangen er en kort række af accelererende toner, ofte sammenlignet med et raslende nøgleknippe. Den fremføres oftest fra en sangpost, f.eks en hegnspæl. Den kan også ses i sangflugt med dinglende ben. Hannen synger almindeligt fra marts måned, og kan i sjældne tilfælde også høres om vinteren.